# Mundingen (Ehingen)
Mundingen (schwäbisch: Mundinga oder Moniga) ist ein Teilort der Großen Kreisstadt Ehingen (Donau) im Alb-Donau-Kreis in Baden-Württemberg. Der Ort wurde im Dezember 1973 nach Ehingen eingemeindet. Ortsvorsteher ist Rolf Scherb (Stand: 2024).

## Geschichte
Schon aus dem Jahr 854 liegt eine erste Urkunde mit einem Hinweis auf „Muntinga“ vor und war Teil der Swerzenhuntare. Später war das Dorf Teil der Herrschaft der Grafen von Wartstein. Südöstlich von Mundingen auf der auch heute noch „Landgericht“ genannten Flur war die Gerichtsstätte der Grafen angesiedelt. Im Jahr 1383 kam ein großer Teil von Mundingen von den Kayb an die Württemberger. Diese unterstellten den Ort ihrem Amt Münsingen. Im Jahr 1750 kauften sie die noch fehlenden Rechte vom Kloster Zwiefalten. Mundingen wurde am 1. Dezember 1973 nach Ehingen eingemeindet und ist heute einer von 17 Teilorten.

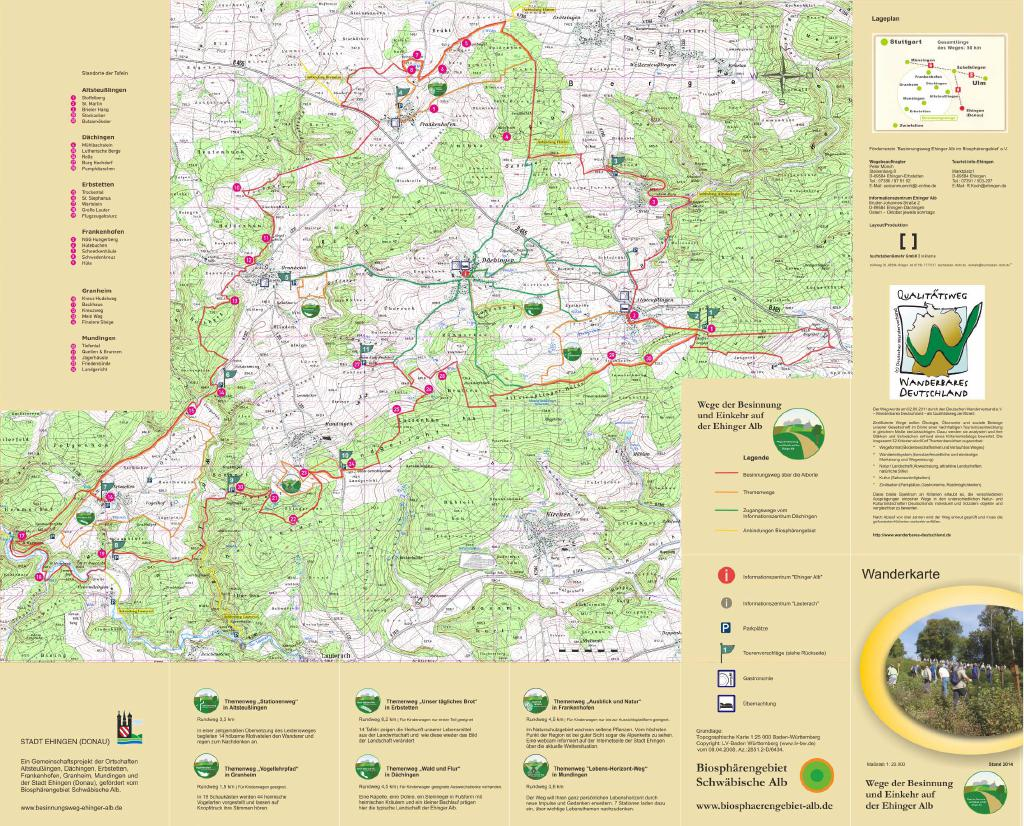
Wegenetz auf der Ehinger Alb

## Politik

### Ortschaftsrat
Dem Ortschaftsrat gehören nach der Kommunalwahl vom 9. Juni 2024 mit dem Ortsvorsteher als Vorsitzenden acht Mitglieder an.
| Partei           | Stimmen | Sitze |
| Einzelkandidaten | 96,24 % | 8     |

## Religion
Wie das Dorf wird auch die Kapelle in Mundingen schon im Jahr 854 belegt. Kirche und Pfarrei sind im Jahr 1208 nachgewiesen. Im Jahr 1383 gelangte der Kirchensatz zusammen mit anderen Rechten von den Kayb an Württemberg, welches im Jahr 1538 die Reformation einführte.
Die heutige evangelische Kirchengemeinde Mundingen umfasst die Stadtteile Mundingen, Dächingen, Erbstetten, Granheim und Kirchen der Stadt Ehingen (Donau) sowie die Gemeinde Lauterach und gehört zum Kirchenbezirk Bad Urach-Münsingen der Evangelischen Landeskirche in Württemberg. Die anderen Stadtteile Ehingens gehören überwiegend zum Kirchenbezirk Blaubeuren. Dächingen, Erbstetten, Granheim und Kirchen sowie Lauterach blieben nach der Reformation katholisch. Die überwiegend erst nach dem Zweiten Weltkrieg zugezogenen evangelischen Bewohner wurden der Kirchengemeinde Mundingen zugeordnet.
Die heutige evangelische Kirche stammt aus dem Jahr 1790, der noch ältere Turm ist gotisch. Anfang des 20. Jahrhunderts wurden im Kirchenschiff fünf Farbfenster mit reizvollen Jugendstil-Ornamenten eingebaut. Die beiden ungegenständlichen Farbverglasungen der Chorfenster (um 1957) stammen wohl von Wolf-Dieter Kohler und entsprechen seinen Fenstern in der Galluskirche Brenz an der Brenz.

## Ehinger Alb
Zwischen Ehingen und Mundingen und weiter nach Nordwesten liegt die wellige Hochfläche der Ehinger Alb, die am Landgericht 720 und am Stoffelberg 730 Höhenmeter erreicht. Sie gehört zum 853 km² großen Biosphärengebiet Schwäbische Alb. Das etwa 100 km² große Gebiet ist durch zahlreiche Wanderwege erschlossen, von denen 11 zum Besinnungsweg Ehinger Alb vernetzt sind.